# Werenzhain
Werenzhain ist ein Ortsteil der Stadt Doberlug-Kirchhain im südbrandenburgischen Landkreis Elbe-Elster.

## Geschichte

Werenzhain auf einer geschichtlichen Karte des Kreises Liebenwerda (1910).

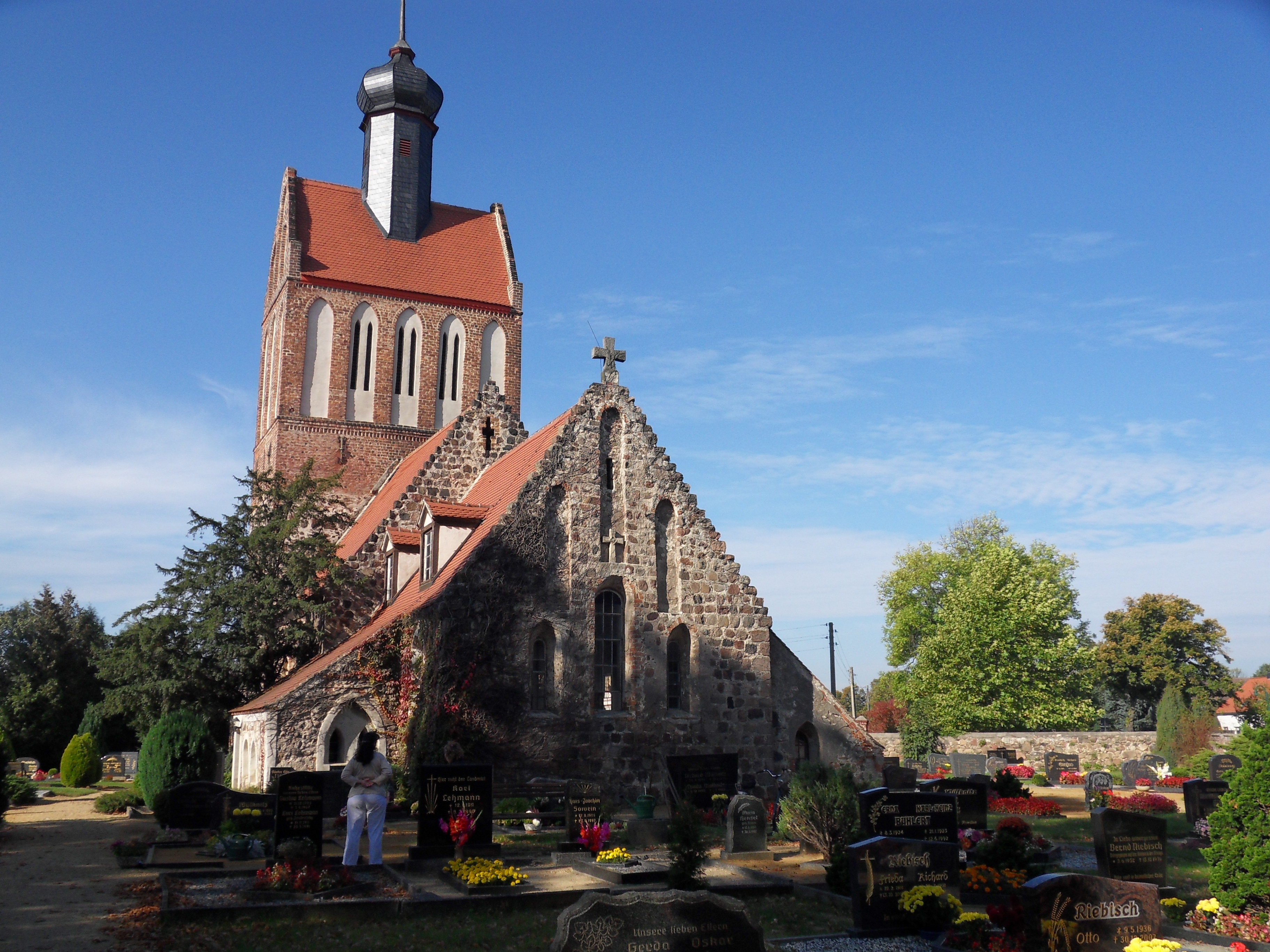
Dorfkirche

Werenzhain wurde erstmals im Jahr 1234 urkundlich erwähnt. Der damalige Name des Dorfes lautete Witheroldeshagen, dieser wurde später auf Widerczhain verkürzt. Der Ortsname ist deutschen Ursprungs und nach einem Mann mit dem Namen Widerhold benannt.  In Werenzhain befand sich am Ausgang nach Kirchhain bis 1945 ein Steinkreuz. An dieser Stelle sollen die Mönche des Klosters Dobrilugk den Zehnten entgegengenommen haben.

### Eingemeindung
Werenzhain wurde am 1. Oktober 2001 nach Doberlug-Kirchhain eingemeindet.

### Bevölkerungsentwicklung
| Einwohnerentwicklung von Werenzhain ab 1875 bis 2011 | Einwohnerentwicklung von Werenzhain ab 1875 bis 2011 | Einwohnerentwicklung von Werenzhain ab 1875 bis 2011 | Einwohnerentwicklung von Werenzhain ab 1875 bis 2011 | Einwohnerentwicklung von Werenzhain ab 1875 bis 2011 | Einwohnerentwicklung von Werenzhain ab 1875 bis 2011 | Einwohnerentwicklung von Werenzhain ab 1875 bis 2011 | Einwohnerentwicklung von Werenzhain ab 1875 bis 2011 | Einwohnerentwicklung von Werenzhain ab 1875 bis 2011 | Einwohnerentwicklung von Werenzhain ab 1875 bis 2011 | Einwohnerentwicklung von Werenzhain ab 1875 bis 2011 | Einwohnerentwicklung von Werenzhain ab 1875 bis 2011 | Einwohnerentwicklung von Werenzhain ab 1875 bis 2011 | Einwohnerentwicklung von Werenzhain ab 1875 bis 2011 |
| Jahr                                                 | Einwohner                                            |                                                      | Jahr                                                 | Einwohner                                            |                                                      | Jahr                                                 | Einwohner                                            |                                                      | Jahr                                                 | Einwohner                                            |                                                      | Jahr                                                 | Einwohner                                            |
| ---------------------------------------------------- | ---------------------------------------------------- | ---------------------------------------------------- | ---------------------------------------------------- | ---------------------------------------------------- | ---------------------------------------------------- | ---------------------------------------------------- | ---------------------------------------------------- | ---------------------------------------------------- | ---------------------------------------------------- | ---------------------------------------------------- | ---------------------------------------------------- | ---------------------------------------------------- | ---------------------------------------------------- |
| 1875                                                 | 503                                                  |                                                      | 1946                                                 | 717                                                  |                                                      | 1989                                                 | 489                                                  |                                                      | 1995                                                 | 445                                                  |                                                      | 2007                                                 | 389                                                  |
| 1890                                                 | 538                                                  |                                                      | 1950                                                 | 736                                                  |                                                      | 1990                                                 | 486                                                  |                                                      | 1996                                                 | 445                                                  |                                                      | 2011                                                 | 440                                                  |
| 1910                                                 | 557                                                  |                                                      | 1964                                                 | 562                                                  |                                                      | 1991                                                 | 465                                                  |                                                      | 1997                                                 | 459                                                  |                                                      |                                                      |                                                      |
| 1925                                                 | 531                                                  |                                                      | 1971                                                 | 531                                                  |                                                      | 1992                                                 | 451                                                  |                                                      | 1998                                                 | 452                                                  |                                                      |                                                      |                                                      |
| 1933                                                 | 541                                                  |                                                      | 1981                                                 | 465                                                  |                                                      | 1993                                                 | 454                                                  |                                                      | 1999                                                 | 446                                                  |                                                      |                                                      |                                                      |
| 1939                                                 | 494                                                  |                                                      | 1985                                                 | 473                                                  |                                                      | 1994                                                 | 446                                                  |                                                      | 2000                                                 | 440                                                  |                                                      |                                                      |                                                      |

## Kultur

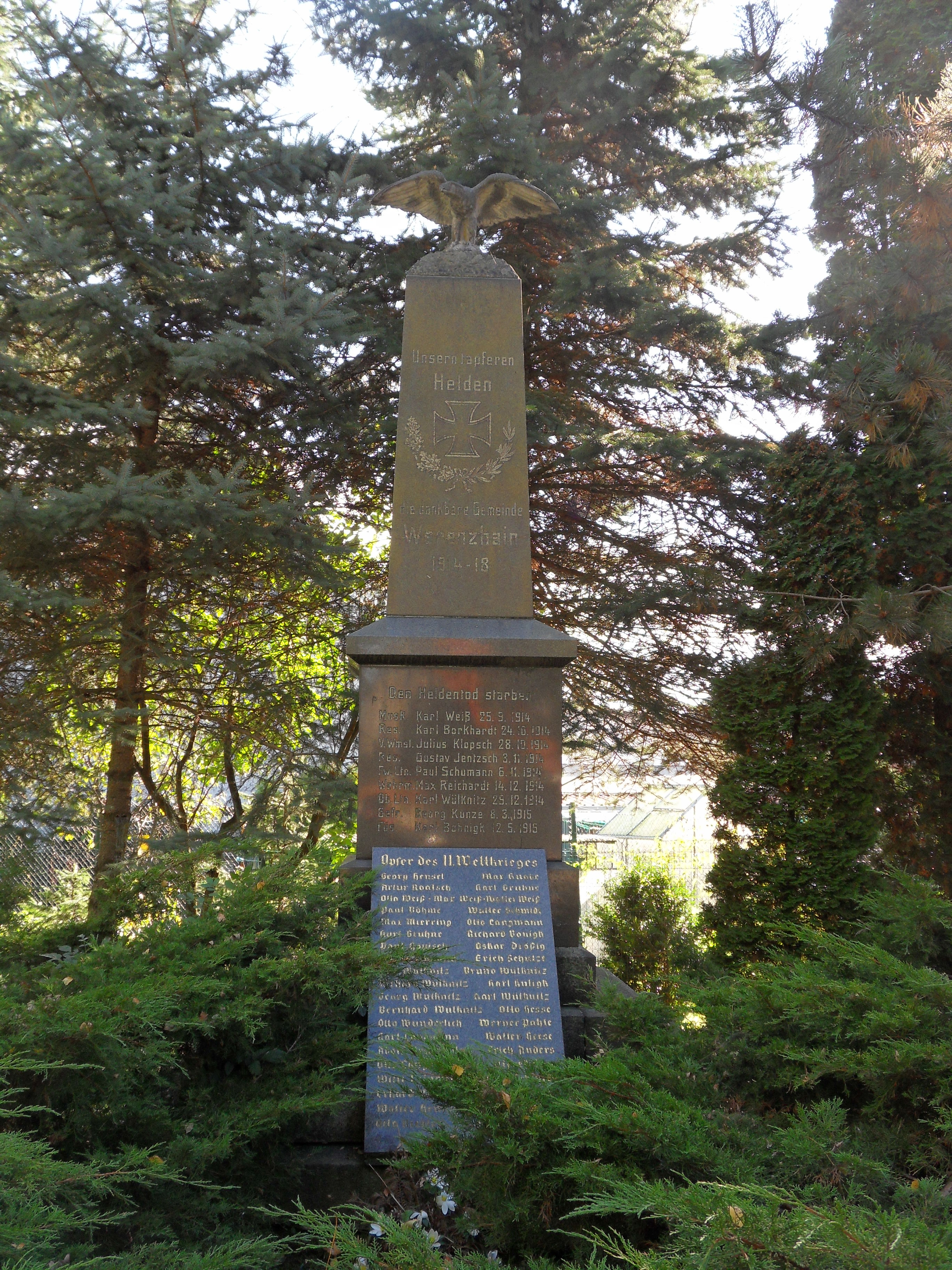
Kriegerdenkmal

Die Werenzhainer Dorfkirche und ein Gasthof in der Hauptstraße 76 sind denkmalgeschützt. Auf dem Kirchhof befindet sich ein Kriegerdenkmal für die Gefallenen des Ersten Weltkriegs.

Im Werenzhainer Atelierhof finden regelmäßig Ausstellungen statt.

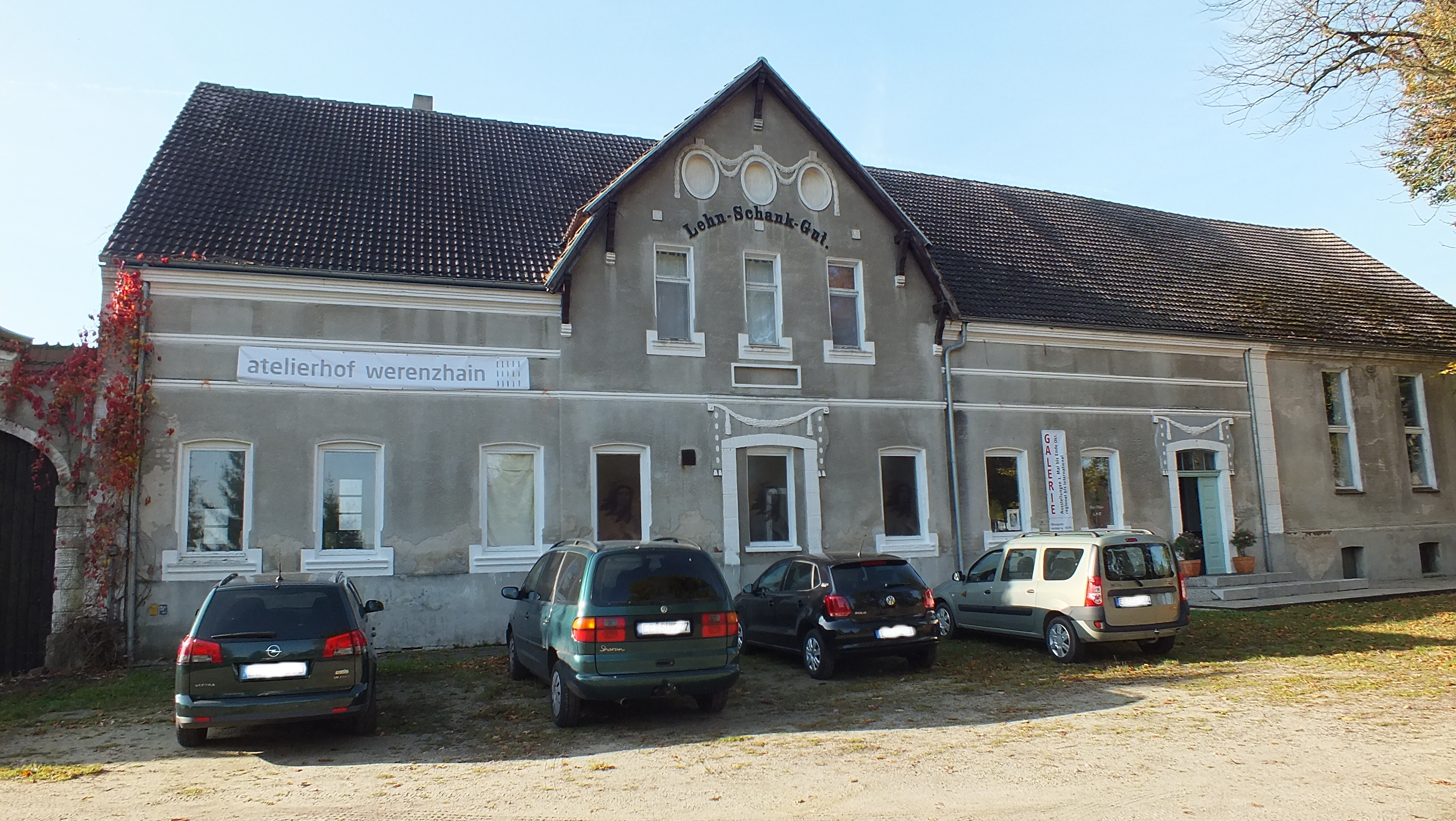
Atelierhof Werenzhain

## Persönlichkeiten
- Fritz Tschetschorke (* 1929), Politiker und Funktionär der DDR-Blockpartei DBD, LPG-Vorsitzender